# Niger na Letnich Igrzyskach Olimpijskich 1984
Niger na Letnich Igrzyskach Olimpijskich 1984 reprezentowało 4 zawodników (sami mężczyźni). Był to 4 start reprezentacji Nigru na letnich igrzyskach olimpijskich.

## Skład kadry

### Boks
Mężczyźni
- Chibou Amna
- Boubagar Soumana

## Lekkoatletyka
- Adamou Allassane
- Moussa Daweye